# Sabulan
Sabulan is een bestuurslaag in het regentschap Samosir van de provincie Noord-Sumatra, Indonesië. Sabulan telt 1146 inwoners (volkstelling 2010).